# Chrysorithrum rufescens
Chrysorithrum rufescens är en fjärilsart som beskrevs av Butler 1881. Chrysorithrum rufescens ingår i släktet Chrysorithrum och familjen nattflyn. Inga underarter finns listade i Catalogue of Life.